# Член королівської родини
Член королівської родини — родина (сім'я/родичі) монарха країни. У вузькому сенсі цей термін відноситься до тих, хто має короля як батька або предка, а також до їхнього подружжя (чоловіків/дружин), що також визнаються членами королівської родини самим чинним королем або відповідним законом. 
У широкому сенсі членами королівської родини вважають будь-кого, хто загалом пов’язаними родинними зв'язками з королем. Разом з королем, всі родичі монарха вважаються королівською родиною.

## Визначення
Королівська родина включає в себе дітей короля (принців і принцес), їх нащадків та їхніх подружжя. В кожній монархії існують свої закони та звичаї, які вказують, хто є членами королівської родини та передбачають, що члени королівської родини, що походять від короля вважаються такими до певного ступеня спорідненості. Є випадки, коли члени колишніх правлячих королівських родів зберігають свій статус через спадковість. Крім того, є випадки, коли подружжя або якісь члени королівської сім’ї не визнаються членами королівської родини. Також є приклади коли члени королівської родини після одруження перестають вважатись членами королівської родини.
Англійською (як і багатьма іншими європейськими мовами) членів королівської родини, після короля і королеви, часто називають принцем для чоловіків і принцесою для жінок. Також є титули князі, королевичі, султани тощо. Ті хто є безпосереднім спадкоємцем престолу носять титули спадковий принц, великий князь та інші. 

## Престолонаслідування
Більшість членів королівської родини мають право успадковувати престол, й утворюють порядок (послідовність) успадкування трону. Але королівські подружжя (дружина або чоловік) зазвичай немають права на успадкування трону. Крім того, жінки-члени королівської родини не мають права успадковувати трон, якщо право жінок на спадкування не визнається окремим законом. У деяких випадках право успадкування престолу обмежується лише членами королівської родини, але в багатьох випадках нащадки короля мають теоретичне право на успадкування, навіть якщо вони не є безпосередніми членами королівської родини у вузькому сенсі.
Як привілей для членів королівської родини, існує багато випадків в країнах-монархіях, де інституціоналізовано преференційне ставлення, наприклад надання звання відповідних титулів, або титулів ґречності, умов життя, місць навчання, працевлаштування та надання інших почестей.